# Cydia cognatana
Cydia cognatana is een vlinder uit de familie bladrollers (Tortricidae). De wetenschappelijke naam is voor het eerst geldig gepubliceerd in 1874 door Barrett.
De soort komt voor in Europa.